# Johann Wolfart van Brederode

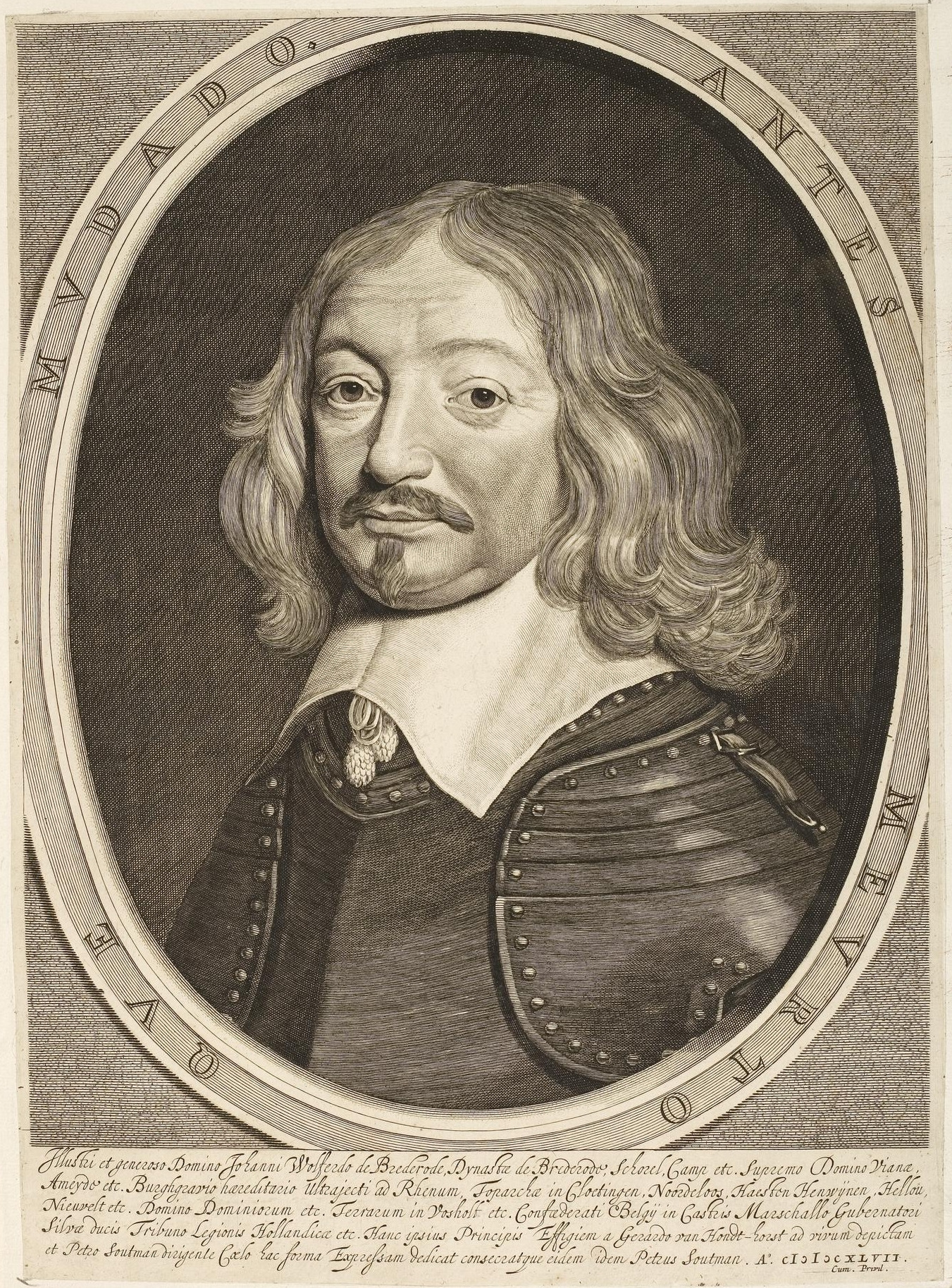
Johann Wolfert van Brederode, Kupferstich aus dem 17. Jahrhundert

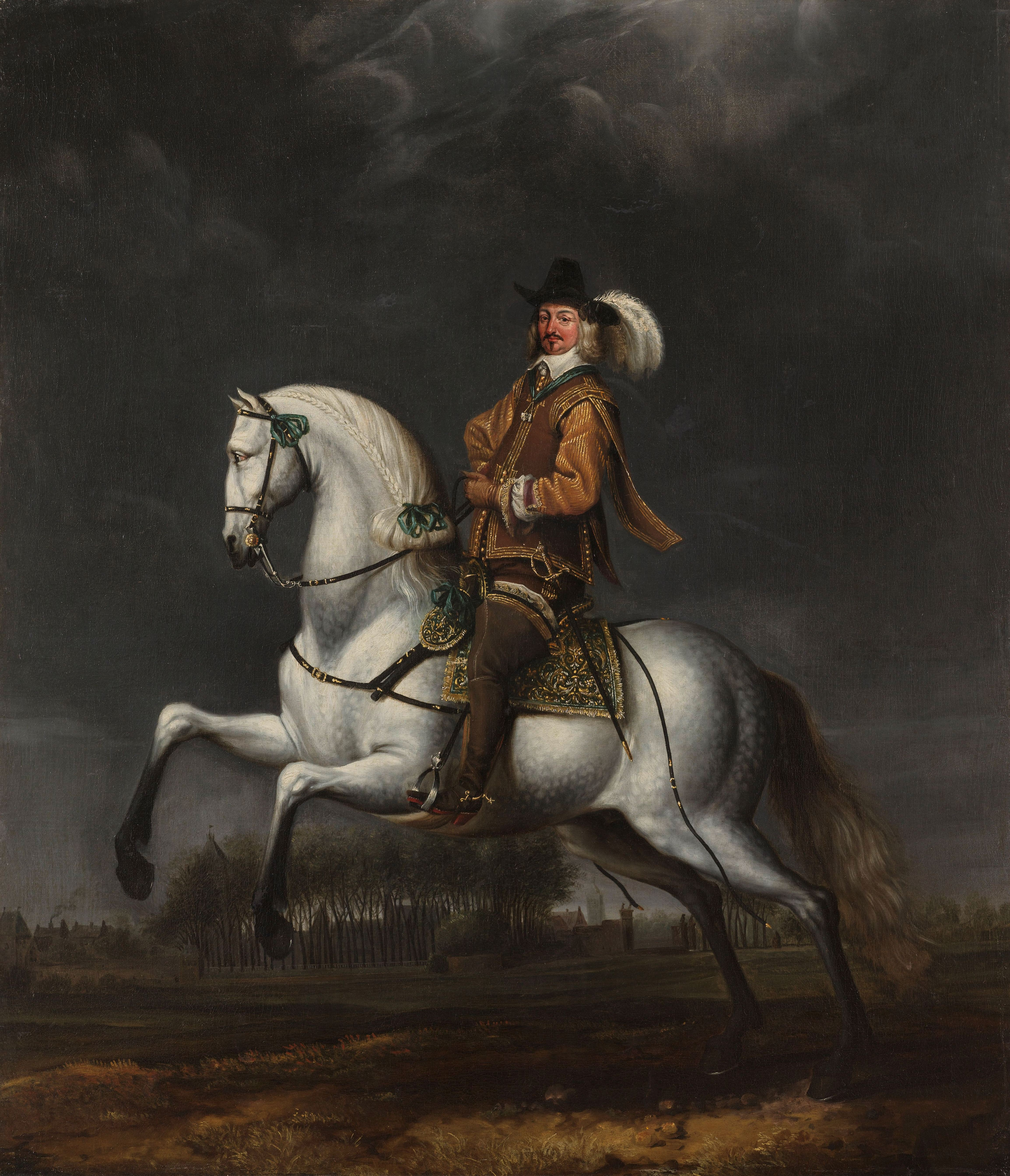
Reiterporträt mit Kasteel Batenstein im Hintergrund (Schule von Thomas de Keyser, ca. 1645)

Johann Wolfart van Brederode (* 12. Juli 1599 in Vianen; † 3. September 1655 in Petershem), Souveräner Herr von Vianen, 16. Freiherr von Brederode und Herr von Noordeloos und Almeide etc., war im Goldenen Zeitalter der Niederlande Armeeoberkommandierender der Republik der Vereinigten Niederlande. Er war ein politischer Verbündeter des republikanischen Anführers Johan de Witt.

## Leben
Johann Wolfart entstammte einem der vornehmsten holländischen Adelsgeschlechter, den Brederode, deren vorletzter Spross er war. Seine Eltern waren Floris van Brederode, Herr von Kloetinge († 1599) und Theodora van Haeften († ca. 1630). Johann Wolfart war Erbe seines Onkels Walraven IV. van Brederode, von dem er unter anderem die Herrlichkeit Brederode sowie die Souveräne Herrlichkeit Vianen erbte. Er verheiratete sich standesgemäß mit Anna Johanna Gräfin von Nassau-Siegen (1594–1636), Tochter des Grafen Johann VII., und später mit Louise Christina Gräfin zu Solms-Braunfels (1606–1669, Tochter des Johann Albrecht von Solms-Braunfels), deren Schwester Amalia (1602–1675) mit dem Erbstatthalter Friedrich Heinrich von Oranien (1584–1647) verheiratet war. Eine weitere Schwester, Ursula zu Solms-Braunfels (1594–1657), war mit dem Gouverneur des Fürstentums Oranien, Graf Christoph zu Dohna, verheiratet. Seine Schwester Helena heiratete den kurbrandenburgischen Erbmarschall Stephan Gans, Edlen Herrn zu Putlitz. Die andere Schwester, Anna Margaretha van Brederode, heiratete François de La Place, Vicomte de Machaut, Seigneur de Verriere, la Berliere, Ville-Sur-retorne, Dricourt, Tagnion. François de La Place de Machaut war Major und ab 1641 Kolonel der Kavallerie im Dienst der Generalstaaten. Johann Wolfarts Nichten aus der Ehe seiner Schwester mit dem Vicomte de La Place de Machaut heirateten zwei Grafen aus dem Haus Sayn-Wittgenstein: Anna Hélène den Grafen Gustav zu Sayn-Wittgenstein-Hohenstein bzw. Amèlie Marguerite den Georg Wilhelm zu Sayn-Wittgenstein-Berleburg.

### Karriere
Johann Wolfart van Brederode trat in den Staatsdienst ein und machte schnell Karriere. Nach seiner Tätigkeit als Oberst der Compagnie van Brederode wurde er im Jahre 1626 zum Generalleutnant ernannt. Da er ein talentierter Kommandant war, wurde er 1630 zum Brigadegeneral und im selben Jahr zum Gouverneur von ’s-Hertogenbosch ernannt. Der Ernennung zum General der Artillerie erfolgte im Jahre 1642 die zum Feldmarschall der Republik.

### Van Brederode und Johan de Witt
Aber Van Brederode war kein Parteigänger der Statthalter aus dem Hause Oranien-Nassau. Vielmehr verstand er sich als Republikaner und war mit Hollands politischem Führer Johan de Witt befreundet. Als erster Edler der holländischen Ritterschaft war er ein mächtiger Unterstützer von De Witt. Ebenfalls hatte er als oberster Feldherr der Niederlande einen oranischen Aufstand in Dordrecht unterdrückt sowie das Heer auf Johan de Witt eingeschworen.
1654 kam es zum Seklusionsakt, welcher den Ausschluss der Oranier von hohen Staatsämtern vorsah. Die holländische Führung um Johan De Witt, Cornelis de Graeff, Jacob van Wassenaer Obdam und eben Van Brederode drängte die Generalstaaten dazu, sich als Gesamteinheit hinter diesen Erlass zu stellen. Ausgearbeitet wurde dieser Beschluss von De Witt und von Hieronymus van Beverningh, einem der aufstrebendsten jungen Staatsmänner Hollands.
Als Johann Wolfart van Brederode im September 1655 verstarb, hatten De Witt und seine republikanischen Mitstreiter die Mehrheit der Ritterschaft als Oranierpartei gegen sich, die schließlich 1672 Wilhelm III. von Oranien zum Statthalter machte.